# Los Ángeles, Navolato
Los Ángeles är en ort i Mexiko.   Den ligger i kommunen Navolato och delstaten Sinaloa, i den västra delen av landet, 1 100 km nordväst om huvudstaden Mexico City. Los Ángeles ligger 20 meter över havet och antalet invånare är 199.
Terrängen runt Los Ángeles är mycket platt. Runt Los Ángeles är det ganska tätbefolkat, med 155 invånare per kvadratkilometer. Närmaste större samhälle är General Ángel Flores, 2,6 km norr om Los Ángeles. Trakten runt Los Ángeles består till största delen av jordbruksmark.